# Sainte-Croix (Tarn)
Sainte-Croix egy település Franciaországban, Tarn megyében. Lakosainak száma 423 fő (2022. január 1.). Sainte-Croix Cagnac-les-Mines, Castanet, Castelnau-de-Lévis és Mailhoc községekkel határos.

## Népesség
A település népessége az elmúlt években az alábbi módon változott:
| Lakosok száma | 374  | 377  | 390  | 378  | 377  | 386  | 399  | 411  | 423  |
|               | 2013 | 2015 | 2016 | 2017 | 2018 | 2019 | 2020 | 2021 | 2022 |